# Gdynia
Gdynia je grad na sjeveru Poljske u Pomeranskom vojvodstvu. Gdynia je značajna luka u neposrednoj blizini Gdanjska i s njim i gradom Sopotom čini metropolitansku regiju. Luka Gdynia se razvila između dva svjetska rata kad je Gdanjsk bio slobodan grad i nije pripadao Poljskoj.

## Povijest
Gdynia je izvorno bila ribarsko naselje koje je nastalo 1253. godine. Tamo je sagrađena prva crkva na obali Baltičkog mora. 1380. je Gdynia pripala cistercitskom samostanu u Oliwi i bila naselje njihovih kmetova sve do 1772. godine. 1789. je u selu postojala 21 kuća.
U 18. st. je Gdynia (njem. Gdingen) narasla i postala značajno turističko naselje. 1870. je imala 1200 stanovnika. Nakon kraja 1. svj. rata je 1919. Versajskim mirovnim ugovorom Gdynia pripala nezavisnoj Poljskoj i postala njezin izlaz na more, dok je obližnji Gdanjsk postao samostalan grad.
Godine 1921. je počela izgradnja luke i novog grada. Gdynia je službeno postala gradom 1923. godine. Sagrađena je velika luka koja je služila potrebama Poljske. Promet luke se u razdoblju 1924-1929. povećao 30 puta. Do 1938. je Gdynia postala najveća luka na Baltičkom moru.
Tokom 2. svj. rata je Gdynia bila pod njemačkom okupacijom i nazvana je Gotenhafen. Svi Poljaci koji su se između dva svjetska rata doselili u Gdyniu su protjerani. U gradu je osnovana njemačka pomorska baza.
Nakon rata je Gdynia vraćena Poljskoj. Obližnji Gdanjsk postaje najvažnija poljska luka, a Gdynia postaje njegova pomoćna luka. U gradu je otvoreno brodogradilište čiji radnici su se često bunili protiv komunističke vlasti.

## Zemljopis
Gdynia se nalazi na sjeveru Poljske, na Gdanjskom zaljevu Baltičkog mora. Nalazi se na zapadnom dijelu Gdanjskog zaljeva (Zaljevu Puck) koji je od mora odvojen pješčanim sprudom nazvanim Helski poluotok. Gradovi Gdynia, Sopot i Gdanjsk su međusobno spojeni, te čine konurbaciju (sustav povezanih gradova). Klima je umjerena, ali se miješaju oceanski i kontinentski utjecaji.

## Znamenitosti
Gdynia je moderni grad u kojem većinu zgrada čine građevine tipične socijalističke arhitekture. Neboder Sea Towers je najviši poljski neboder izvan Varšave. Razvijen je morski turizam (šetnica uz more, plaže, marina). Svake godine se održava Heineken festival koji je jedan od najvećih glazbenih festivala na otvorenom u Europi.

## Gospodarstvo
Luka Gdynia je do 2. svj. rata bila najveća poljska luka, a danas je pomoćna luka obližnjem Gdanjsku. Značajno je brodogradilište Stocznia Gdynia koje je 1998. kupilo poznato brodogradilište u Gdanjsku i postalo najveće poljsko brodogradilište. PROKOM SA je najveće poljsko IT poduzeće.

### Komunikacija
Željezničke veze dovode npr do Gdanjsk, Varšava, Słupsk i Szczecin. Grad je točka na cesti europski pravac E28 (E28): Berlin u Njemačkoj, Szczecin, Koszalin, Słupsk, Gdanjsk, Elbląg, Kalinjingrad, Vilnius, Minsk u Bjelorusiji.
Prijevoz javni autobusom, trolejbusy i kolej.

## Šport
Nogomet je najpopularniji šport u gradu i najveću potporu navijača ima nogometni klub Arka, koji je osvojio kup Poljske 1979. godine.

## Gradovi prijatelji
| Grad        | Država                 |
| ----------- | ---------------------- |
| Seattle     | SAD                    |
| Aalborg     | Danska                 |
| Kaliningrad | Rusija                 |
| Plymouth    | Ujedinjeno Kraljevstvo |